# جون سيلفستر
جون سيلفستر (بالإنجليزية: John Sylvester)‏ هو ضابط أمريكي، ولد في 1904 في ويلستون في الولايات المتحدة، وتوفي في 26 يوليو 1990 في واشنطن العاصمة في الولايات المتحدة.

## وصلات خارجية
- جون سيلفستر على موقع إن إن دي بي (الإنجليزية)